# Aga Khan

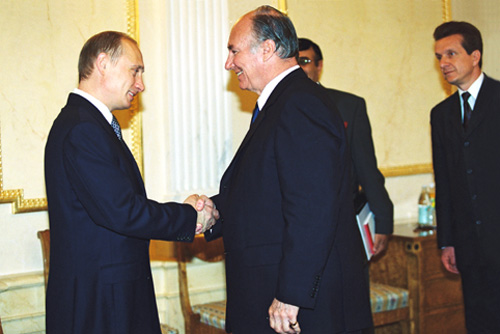
Vladímir Putin estrechando la mano del Príncipe Karim Aga Khan IV en el Kremlin, Moscú, el 30 de abril de 2002. La imagen muestra un encuentro formal entre el presidente ruso y el líder espiritual de los ismaelitas nizaríes.

Aga Khan (en persa آغا خان, leído en español "Aga Jan") es el título de los imanes de los ismaelitas nizaríes pertenecientes al chiismo. Aga es un término general de respeto hacia un hombre honorable y la palabra persa para “Señor”, y Khan es el título altaico para soberano. 
El nombramiento fue otorgado por vez primera en 1818 a Ḥasan ʽAlī Shah (1800-1881) por el sah de Irán. Como Aga Khan I, Hasan se rebeló después en contra de Irán (1838) y derrotado, huyó a la India. Su hijo mayor, ʽAlī Shah (m. 1885), fue elegido brevemente Aga Khan II. 
El hijo de ʽAlī Shah, el sultán Moḥammed Shah (1877-1957), se convirtió en Aga Khan III. Adquirió una posición de liderazgo entre los musulmanes de la India, fue fundador, desempeñando el cargo de presidente de la Liga Musulmana Pan-India y tuvo un importante papel en las conferencias sobre la reforma constitucional india (1930-1932); en 1937 fue designado presidente de la Liga de las Naciones.
Eligió como sucesor a su nieto Karīm al-Ḥusayn Shah (1937-2025), quien desde 1957, en calidad de Aga Khan IV, se convirtió en un fuerte líder; instituyó la Aga Khan Development Network, una organización filantrópica internacional, el Premio Aga Khan de Arquitectura y otras agencias de propuesta educacional y servicios.